# Песня (картина)
«Песня» (азерб. Mahnı) — картина азербайджанского художника Тогрула Нариманбекова, написанная в 1970 году маслом на холсте. На картине изображены три музыканта в разноцветных (красном, белом и синем) костюмах, играющие на нагаре, гобое и тутеке. Перед ними — накрытый стол. На светло-жёлтом фоне нарисовано цветущее дерево. В правом же нижнем углу картины нарисован сидящий ягнёнок. Вскоре картина стала собственностью Министерства культуры СССР.
Александр Каменский пишет, что в этой картине явственно преобладают медленно-плавные, с тихим журчанием перетекающие, созерцательные ритмы. Три фигуры музыкантов, как отмечает Каменский, в ритмическом соотношении составляют одно целое, причём смиренный, задумчивый наклон их тел повторен в мягких поворотах цветущей ветки на втором плане.